# Mauricio Johnson
Clifford Johnson, detto Mauricio (Maracaibo, 26 ottobre 1935 – 3 gennaio 2018), è stato un cestista e allenatore di pallacanestro venezuelano.

## Carriera
Con il Venezuela ha disputato i Giochi panamericani di Città del Messico 1955.
Da allenatore ha guidato il Venezuela ai Campionati sudamericani del 1985.